# 사루가촌
사루가촌(猿賀村)은 아오모리현 미나미쓰가루군에 설치되었던 촌이다. 현재의 히라카와시, 이나카다테촌에 해당한다.

## 지리
- 하천 : 히라카와(平川), 아나세키(穴堰)

## 연혁
- 1889년 4월 1일 - 정촌제 시행에 의해 미나미쓰가루군 사루가촌, 하치만사키촌, 오부쿠로촌, 히누마촌, 가마타촌, 아라야마촌, 하라촌, 나카사도촌, 나가타촌, 니시노조에촌과 합병해, 사루가촌이 성립하였다.
- 1955년 1월 1일 - 미나미쓰가루군 오노에정과 합병해 새로운 오노에정이 신설되어 소멸하였다